# Konispol
Konispol é uma cidade e município (em albanês:  bashkia) da Albânia localizada no distrito de Sarandë, prefeitura de Vlorë. Está localizada a um quilômetro da fronteira da Albânia com a Grécia.